# كوري بلاكويل
كوري بلاكويل (بالإنجليزية: Cory Blackwell)‏ مواليد 27 مارس 1963 في شيكاغو، هو لاعب كرة سلة أمريكي سابق. تم اختياره من قبل فريق سياتل سوبرسونيكس خلال الدرافت. حمل الرقم 30. يبلغ طوله 6 قدم 6 بوصة (2.0 م). لعب مع سياتل سوبرسونيكس وفنربخشة لكرة السلة.

## روابط خارجية
- كوري بلاكويل على موقع إن بي أي (الإنجليزية)
- كوري بلاكويل على موقع سبورتس رفرنس (الإنجليزية)
- كوري بلاكويل على موقع كلية كرة السلة في سبورتس رفرنس.كوم (الإنجليزية)
- كوري بلاكويل على موقع ريلجم (الإنجليزية)
- كوري بلاكويل على موقع بروبوليرز (الإنجليزية)